# Mariakapel (Arcen)

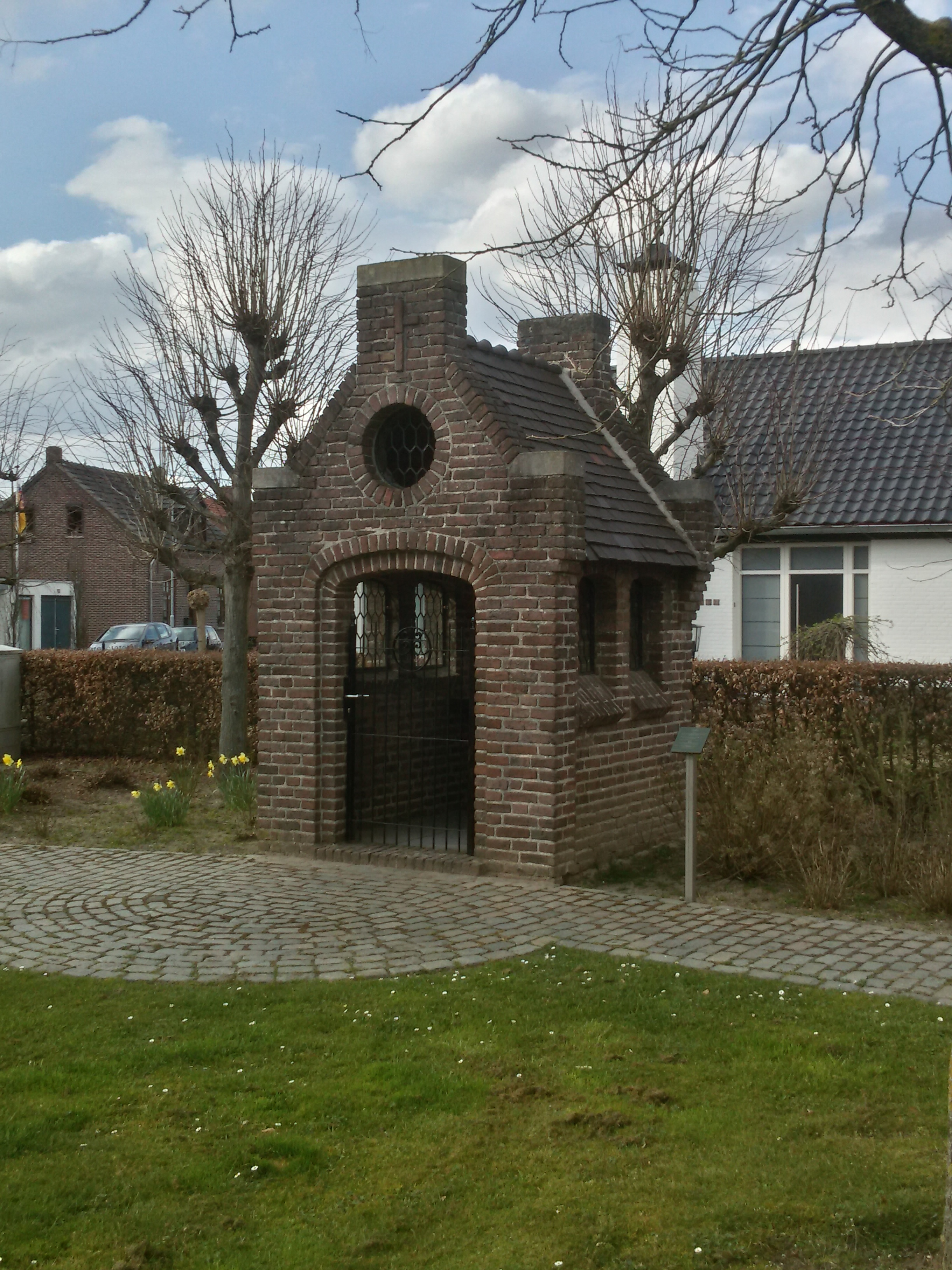
De Mariakapel

De Mariakapel is een kapel in Arcen in de Nederlandse gemeente Venlo. De kapel staat op de hoek van de straat Trip en de Boerenweg midden in het dorp. Op ongeveer 150 meter naar het zuiden staat de Petrus en Pauluskerk.
De kapel is gewijd aan de heilige Maria.

## Geschiedenis
Reeds in 1791 werd de kapel vermeld in het archief van De Schepenbank der Heerlijkheid Arcen en Velden en wordt daar aangeduid als St. Antonius Heiligen Huyske geheeten op den tripp.
In 1956 werd de kapel herbouwd en een aantal meter noordwaarts verplaatst.
In 2011 kreeg de kapel een getrouwe kopie van het originele beeld en wordt het originele beeld uit veiligheid elders bewaard.

## Gebouw
De bakstenen kapel is opgetrokken op een rechthoekig plattegrond en wordt gedekt door een verzonken zadeldak met leien. In de zijgevels bevinden zich elk twee korfboogvormige vensters. De frontgevel en achtergevel zijn een tuitgevel met schouderstukken, waarbij de bovenzijde van de schouders en de top uitgevoerd zijn in een gelige steen. Hoog in de frontgevel is met licht uitspringende donkere bakstenen een kruis gemetseld, met daaronder een rond venster en daaronder de korfboogvormige toegang van de kapel die wordt afgesloten met een spijlenhek.
Van binnen is de kapel uitgevoerd in baksteen. Aan de achterwand is een houten altaarblad bevestigd waarop op een sokkel het Mariabeeldje is geplaatst, voor een lichte plaat die tegen de achterwand is aangebracht. Het beeld toont de heilige terwijl zij op haar linkerarm het kindje Jezus draagt.